# Eberhard Nestle

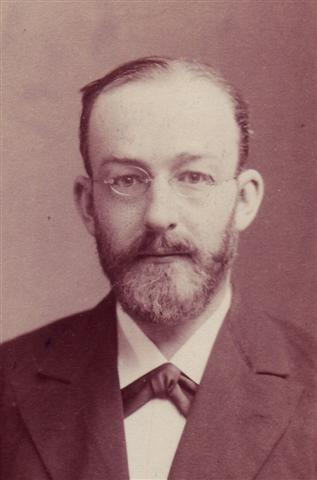
Eberhard Nestle (etwa 1880)

Eberhard Nestle (* 1. Mai 1851 in Stuttgart; † 9. März 1913 ebenda) war ein evangelischer Theologe und Orientalist; er war Vater des Theologen Erwin Nestle.

## Leben
Nestle war ein Sohn des Obertribunalprokurators Christian Gottlieb Nestle und dessen zweiter Ehefrau Sophie Beate Kleinmann. Sein Halbbruder aus der dritten Ehe des Vaters war der Altphilologe Wilhelm Nestle.
Er studierte in Tübingen von 1869 bis 1874, wurde mit einer Dissertation zu den hebräischen und griechischen Textformen des Buches Ezechiel zum Dr. phil. promoviert, arbeitete dann zunächst auf dem Gebiet der Orientalistik und verfasste u. a. eine syrische Grammatik. In späteren Jahren galt sein Interesse der Gewinnung eines textkritisch gesicherten Bibeltextes. Er war Mitglied der Studentenverbindung Luginsland Tübingen.
Nach der Ausbildung und einer Tätigkeit als Repetent am Evangelischen Stift Tübingen war er zwischen 1883 und 1890 Gymnasialprofessor am Obergymnasium in Ulm für Religion und Hebräisch, unterbrochen durch die Vertretung einer Professur in Tübingen, seit 1898 Professor und ab 1912 Ephorus am Evangelisch-theologischen Seminar Maulbronn.
1880 heiratete Nestle in Tübingen Klara Kommerell (1852–1887) und hatte mit ihr einen Sohn, Erwin Nestle. 1887 verstarb nach kurzer Krankheit seine Ehefrau und drei Jahre später heiratete Nestle 1890 in zweiter Ehe Elisabeth Aichele (1867–1944); mit ihr hatte er fünf Töchter und einen Sohn.

## Bibelausgaben
Im Jahre 1898 erschien bei der Württembergischen Bibelanstalt Stuttgart die von ihm aus älteren Ausgaben und Handschriften erarbeitete und herausgegebene Fassung des griechischen Neuen Testaments unter dem Titel Novum Testamentum Graece cum apparatu critico ex editionibus et libris manu scriptis collecto.
Es bedurfte nur weniger Jahre, bis sich „der Nestle“ weltweit als textkritische Referenzausgabe des griechischen Neuen Testaments durchsetzte. Nach dem Tode Eberhard Nestles übernahm sein Sohn Erwin Nestle die Herausgabe und trug wesentlich zu einer ständigen Verbesserung der Editionen bei. Seit 1952 erfolgte die Herausgabe unter Mitarbeit von Kurt Aland. Das nunmehr als „Nestle-Aland“ bekannte theologische Standardwerk erschien ab 1993 bereits in der 27. Auflage.
Kurz vor seinem Tod arbeitete er an einer kritischen Ausgabe von Luthers Vulgata-Revision für die Weimarer Ausgabe. Die Herausgabe übernahm nach seinem Tod ebenfalls sein Sohn.
Seine Bibliothek wurde von Agnes Smith Lewis für das Westminster College, Cambridge erworben.

## Werke
- Spiritus asper und lenis in der Umschreibung hebräischer Wörter. In: Philologus, 1909, 68, S. 456–463.
- Einführung in das griechische Neue Testament. 3. Auflage. Vandenhoeck & Ruprecht, Göttingen 1909; Textarchiv – Internet Archive.
- Novum testamentum Graece post Eberhard et Erwin Nestle editione vicesima septima revisa communiter ed. Barbara Aland … Apparatum criticum novis curis elaboraverunt Barbara et Kurt Aland una cum Instituto Studiorum Textus Novi Testamenti Monasterii Westphaliae. Stuttgart 2005, ISBN 3-438-05115-X.